# Beziehungen zwischen Bahrain und den Vereinigten Staaten

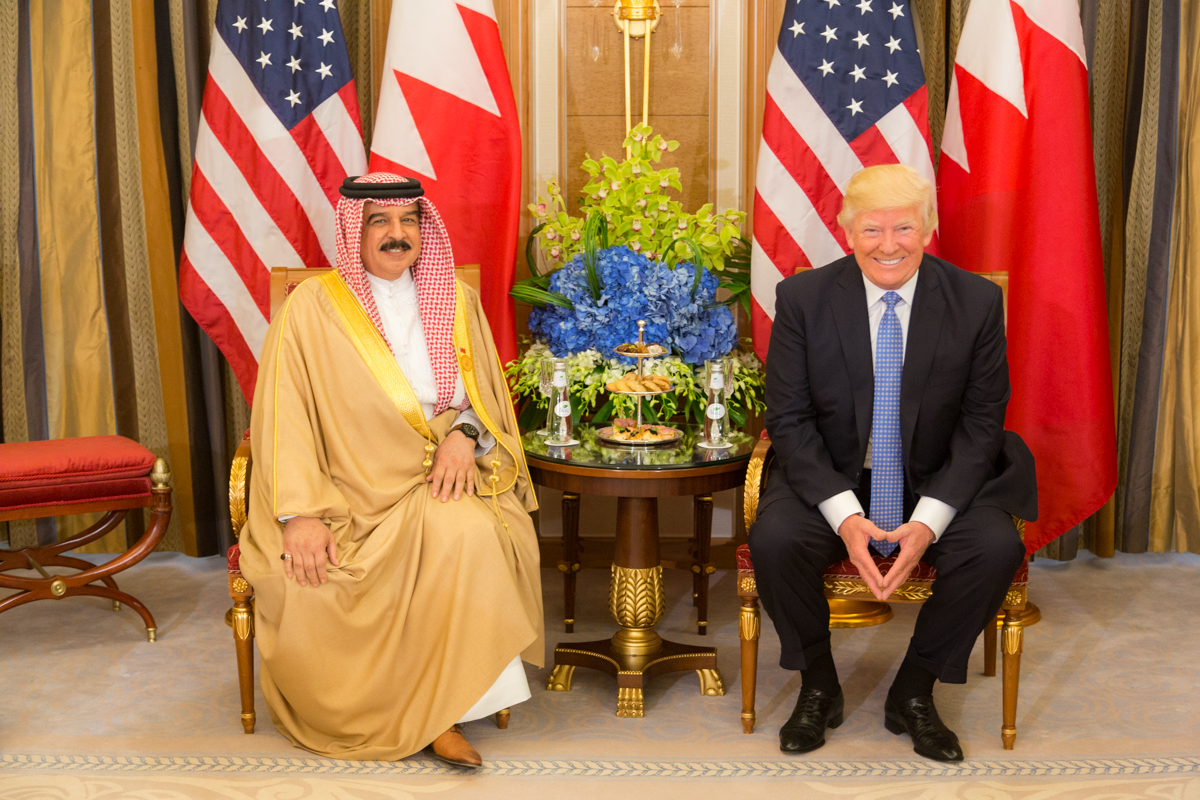
König Hamad bin Isa Al Chalifa mit Donald Trump (2017)

Die Beziehungen zwischen Bahrain und den Vereinigten Staaten sind geprägt von enger diplomatischer und sicherheitspolitischer Kooperation. Die USA erkannten die Unabhängigkeit Bahrains am 15. August 1971 an, nur wenige Tage nach der Unabhängigkeit des Königreichs, und nahmen am 21. September 1971 ihre Botschaft in Manama in Betrieb. Bahrain beherbergt seit Jahrzehnten wesentliche Einrichtungen der US-Marine – insbesondere ist dort das Hauptquartier der U.S. Fifth Fleet (5. Flotte) sowie der US Naval Forces Central Command stationiert. Bahrain gehört zu den Schlüsselverbündeten der USA in der Golfregion und hat seit 2002 den Status eines „Major non-NATO ally“.
Seit den 1970er-Jahren haben sich die Beziehungen kontinuierlich vertieft. Die USA begannen nach der Unabhängigkeit zur Schutzmacht Bahrains aufzusteigen, eine Rolle, die zuvor die Briten eingenommen hatten. Das Bahrainische Königshaus ist eng mit Saudi-Arabien verzahnt, ein weiterer US-Verbündeter in der Region. Bahrain unterstützte die von den USA geführte Koalition im Zweiten Golfkrieg 1990/91 gegen den Irak von Saddam Hussein. Nach den Anschlägen vom 11. September 2001 intensivierten sich die sicherheitspolitischen Kontakte. US-Truppen erhielten erweiterte Einsatzmöglichkeiten und 2003 wurden weitere Kooperationen im Rahmen des „Kriegs gegen den Terror“ geschlossen. Militärisch arbeiten beide Länder eng zusammen: Bahrain erlaubt den USA umfangreiche Stützpunktnutzungen und gemeinsame Manöver. Zum Beispiel wurde 2023 im Weißen Haus ein neues „Security Integration and Prosperity Agreement“ unterzeichnet, das Verteidigungs- und Nachrichtendienstkooperation ausbaut. Die USA haben hunderte Militärangehörige in Bahrain stationiert, die zentrale Einsätze im Nahen Osten unterstützen. Gleichzeitig spielen Menschenrechte gelegentlich eine Rolle: Nach den Protesten im Arabischen Frühling 2011 drängte Washington die Regierung zu Zurückhaltung und Reformen, betonte aber auch die strategischen Beziehungen zu Bahrain und tolerierten eine von Saudi-Arabien angeführte Intervention der sunnitischen Golfstaaten zur Niederschlagung eines Aufstands der bahrainischen Schiiten. 2012 wurden die kurzzeitig ausgesetzten Waffenverkäufe an das Land wieder aufgenommen.
Im Mai 2006 trat das von US-Seite 2004 unterzeichnete Freihandelsabkommen in Kraft, das den bilateralen Handel erheblich erleichterte. Bereits 2003 lagen die Güterexporte der USA nach Bahrain bei etwa 0,5 Milliarden USD, während sie sich bis 2024 auf rund 1,6 Milliarden USD verdreifachten. Der gesamte Warenhandel belief sich 2024 auf etwa 2,9 Milliarden USD (mit einem US-Überschuss von ca. 0,44 Milliarden). Haupteinfuhrgüter aus den USA sind dabei Maschinen, Fahrzeuge und Pharmazeutika. Zahlreiche US-Unternehmen – unter anderem aus den Bereichen Elektronik, Energie und Dienstleistungen – haben in Bahrain investiert und profitieren vom freien Marktzugang durch das Abkommen.
Auch kulturell und gesellschaftlich bestehen Verbindungen: Die USA fördern Austauschprogramme (z. B. Fulbright-Stipendien) und amerikanische Bildungseinrichtungen kooperieren mit Bahrain (etwa an der American University of Bahrain). Viele Bahrainer studieren in den USA, während amerikanische Fachleute in Bahrain lehren und forschen. Zudem besuchen regelmäßig US-Touristen das Land und umgekehrt reisen Bahrainer in die USA.
Die Vereinigten Staaten verfügen über eine Botschaft in Manama. Bahrain unterhält eine Botschaft in Washington, D.C., sowie mehrere Honorarkonsulate in den USA.